# 245 v.Chr.
Het jaar 245 v.Chr. is een jaartal volgens de christelijke jaartelling. 

## Gebeurtenissen

### Egypte
- Ptolemaeus III Euergetes verovert met het Egyptische leger de steden Babylon en Susa.

### Griekenland
- Antigonus II Gonatas herovert Korinthe, Boeotië sluit zich aan bij de Aetolische Bond.
- Aratos van Sikyon pleit voor een hereniging van de Griekse stadstaten tegen Macedonië en wordt strategos in de Achaeïsche Bond.

### Europa
- Koning Cherin (245 - 240 v.Chr.) volgt zijn vader Porrex II op als heerser van Brittannië.

### Italië
- De havenstad Brundisium in Zuid-Italië wordt een marinebasis van de Romeinse vloot, de Romeinen stichten er een Colonia.

## Geboren
- Hasdrubal Barkas (~245 v.Chr. - ~207 v.Chr.), Carthaags veldheer en broer van Hannibal Barkas
- Ptolemaeus IV Philopator (~245 v.Chr. - ~205 v.Chr.), farao van Egypte

## Overleden
- Aratus (~315 v.Chr. - ~245 v.Chr.), Grieks astronoom en dichter (70)